# The Naked Jungle
The Naked Jungle (Nederlandse titel: Marabunta) is een Amerikaanse avonturenfilm uit 1954 geregisseerd door Byron Haskin. De hoofdrollen worden vertolkt door Eleanor Parker en Charlton Heston. De productie is van George Pal. De film werd geschoten in Technicolor en verdeeld door Paramount Pictures.

## Verhaal
Het scenario is gebaseerd op het verhaal "Leiningen Versus the Ants" van Carl Stephenson, gepubliceerd in 1938 in Esquire. Leiningen (Charlton Heston) is de eigenaar van een cacaoplantage in Zuid-Amerika. Hij is "met de handschoen" getrouwd met de mooie jonge Amerikaanse Joanna (Eleanor Parker) die vanuit New Orleans arriveert om zijn leven te delen. Hun karakters botsen echter en als Leiningen te weten komt dat zij reeds eerder getrouwd was, wil hij haar terugsturen naar de States. Maar dan blijkt een enorm leger soldatenmieren (de "marabunta") dat alles in zijn baan verwoest, naar de plantage op te rukken. Leiningen wil zich niet overgeven en gaat de strijd met de mieren aan. Joanna besluit aan zijn zijde te strijden en hun gezamenlijke strijd brengt hen tot elkaar, hoewel de plantage volkomen verwoest wordt.

## Rolverdeling
| Acteur              | Personage             |
| ------------------- | --------------------- |
| Eleanor Parker      | Joanna Leiningen      |
| Charlton Heston     | Christopher Leiningen |
| Abraham Sofaer      | Incacha               |
| William Conrad      | Commissaris           |
| Romo Vincent        | Kapitein              |
| Douglas Fowley      | medicijnman           |
| John Dierkes        | Gruber                |
| Leonard Strong      | Kutina                |
| Norma Calderón      | Zala                  |
| Pilar Del Rey       | Indiaanse vrouw       |
| Bernie Gozier       | Gruber's Indian       |
| Jerry Groves        | Gruber's Indian       |
| Leon Lontoc         | Indiaan               |
| Lonnie Magargle     | Voorman               |
| Ronald Alan Numkena | Indiaanse jongen      |
| Rodd Redwing        | Indiaan               |
| Jack Reitzen        | dikke man             |
| Carlos Rivero       | Indiaanse man         |